# Ptychocheilus grandis
Ptychocheilus grandis és una espècie de peix cipriniforme de la família dels ciprínids.

## Morfologia
Els mascles poden assolir els 140 cm de longitud total.

## Distribució geogràfica
Es troba a Nord-amèrica: Califòrnia (Estats Units).